# Station Luxeuil-les-Bains
Station Luxeuil is een spoorwegstation in de Franse gemeente Luxeuil-les-Bains aan de lijn Blainville - Damelevières - Lure.